# 北川弥助
北川 弥助（きたがわ やすけ、1911年1月20日 - 2005年6月9日）は、滋賀県の政治家、滋賀県議会議員。五個荘町名誉町民。県議を連続14期・約53年間務め、大山広司に更新されるまで全国の県議の在職期間の最長記録保持者だった。戦後の滋賀を語る「県政の生き字引」と呼ばれた。

## 県議として
滋賀県神崎郡旭村伊野部（現東近江市五個荘伊野部町）出身。油の行商の傍ら青年団活動を行い、1950年の第1回統一地方選県議補選で民主自由党から立候補して初当選。その後、連続で14期・19440日間議員を務めた。1970年に藍綬褒章、1981年に勲三等瑞宝章を受章。1998年には都道府県議で初の在職五十年表彰を受賞した。
県議会議長を三回、自民党県連会長三回、全国農業共済協会副会長、県商工連合会長、県農業共済連合会長、県土地改良事業団体連合会長、愛知川沿岸土地改良区理事長など多くの役職を務めた。また、在任中までの歴代すべての公選知事とも相対している（服部岩吉、森幸太郎、谷口久次郎、野崎欣一郎、武村正義、稲葉稔、國松善次）。
県議として琵琶湖総合開発事業、商工会法の実現、地元では五個荘町の排水完備・企業誘致や観光開発、愛知川沿岸土地改良区の農地改良や永源寺ダム建設などの業績を残した。

## 引退とその後
2003年1月31日に「高齢でもあり、待望の後継者が決まったことから、今朝、辞めることを決意した。残りの人生で次代の人を育てる」として引退を表明、同年4月の県議選には出馬しなかった。選挙区からは小杉武志を後継者に推して当選させた。2004年5月に永源寺ダム右岸公園で清水冨男が制作した北川のブロンズ像の除幕式が行われた。北川は「何度もお断りしたがその熱意に感謝します。」と挨拶で述べた。
2005年1月に五個荘町で開かれた「町制施行50周年記念式典」で特別功労賞を受賞した。同年2月の、五個荘が東近江市に合併後の、初の東近江市長選では、中村功一を支援して当選に導いた。
2005年6月9日、胃癌のため死去、94歳没。死没日をもって正五位に叙される。同年7月3日に自民党滋賀県連ら14団体の合同葬が行われ、約1000人が参加した。同年11月3日に東近江市より自治功労表彰状が贈られた。

## 人物
滋賀報知新聞によれば、「温和な人柄と筋を通す政治理念に人々から慕われた」人物であった。葬儀で当時の県知事國松善次は「53年の県議活動は137万県民の誇りであり、県議会の大黒柱でもありました。」と語った。中村功一東近江市長は「父の様であり、兄のような温かさがあった」、小杉武志県議は「師として仰ぐ偉大な人」、葬儀委員長も務めた衆議院議員岩永峯一は自身を国政に導いたのは北川であるとして「政治家の鏡として敬する偉大な御人」と評した。また、元衆議院議員の山下元利の側近中の側近として知られた。